# علیرضا جمالی
علیرضا جمالی (انگلیسی: Alireza Jamali؛ زادهٔ ۱ آوریل ۱۹۹۰) بازیکن فوتبال اهل ایران است.
از باشگاه‌هایی که در آن بازی کرده‌است می‌توان به باشگاه فوتبال پاس همدان اشاره کرد.